# Škoda Favorit
Škoda Favorit – samochód osobowy klasy samochodów miejskich produkowanych przez firmę Škoda Auto na przełomie lat 80. i 90. XX wieku (typ 781). Pierwszy model o tej nazwie produkowany był jeszcze przed wojną (typ 904/923).

## Historia i opis modelu

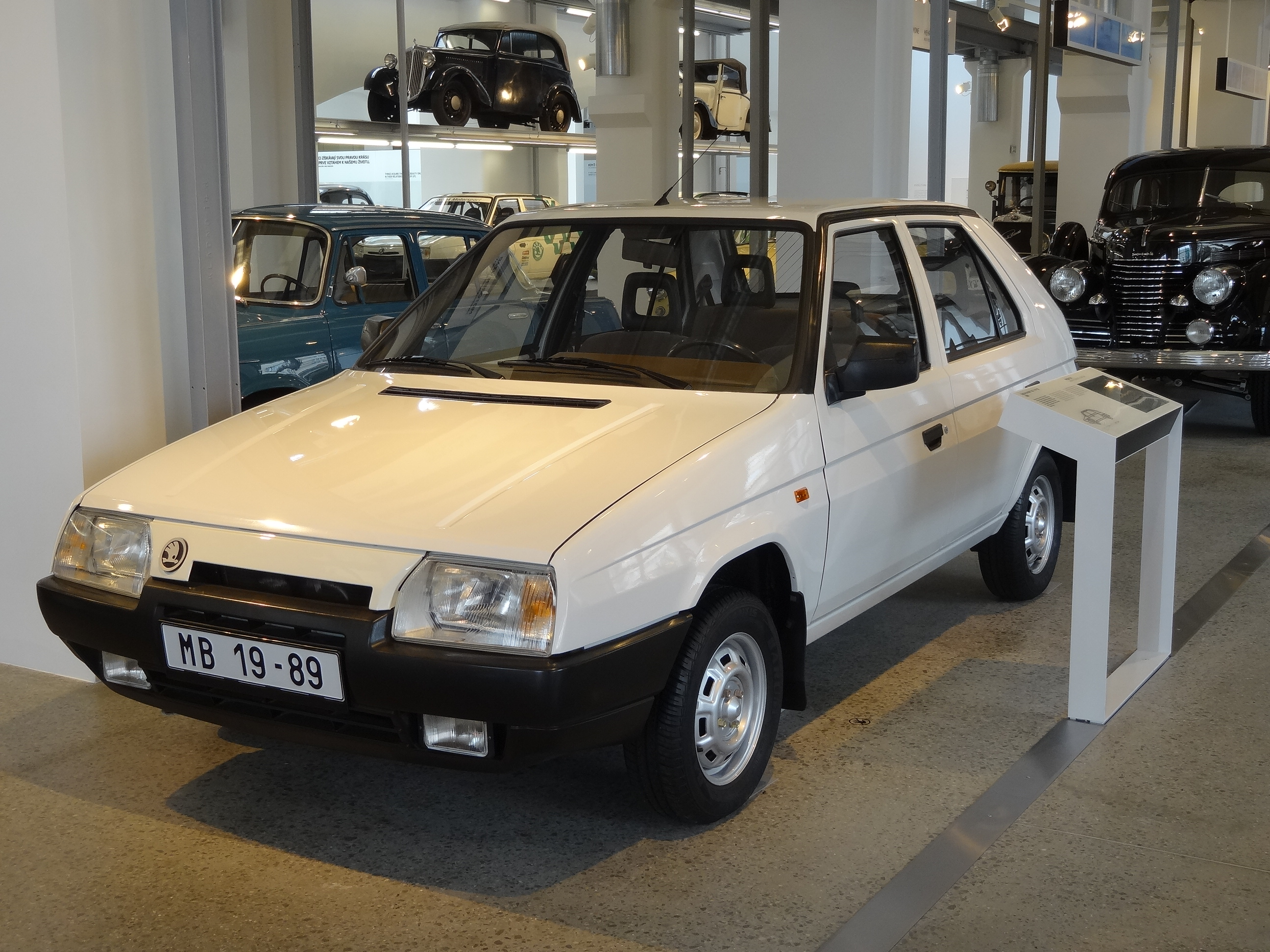
Škoda Favorit z lat 1988–1991

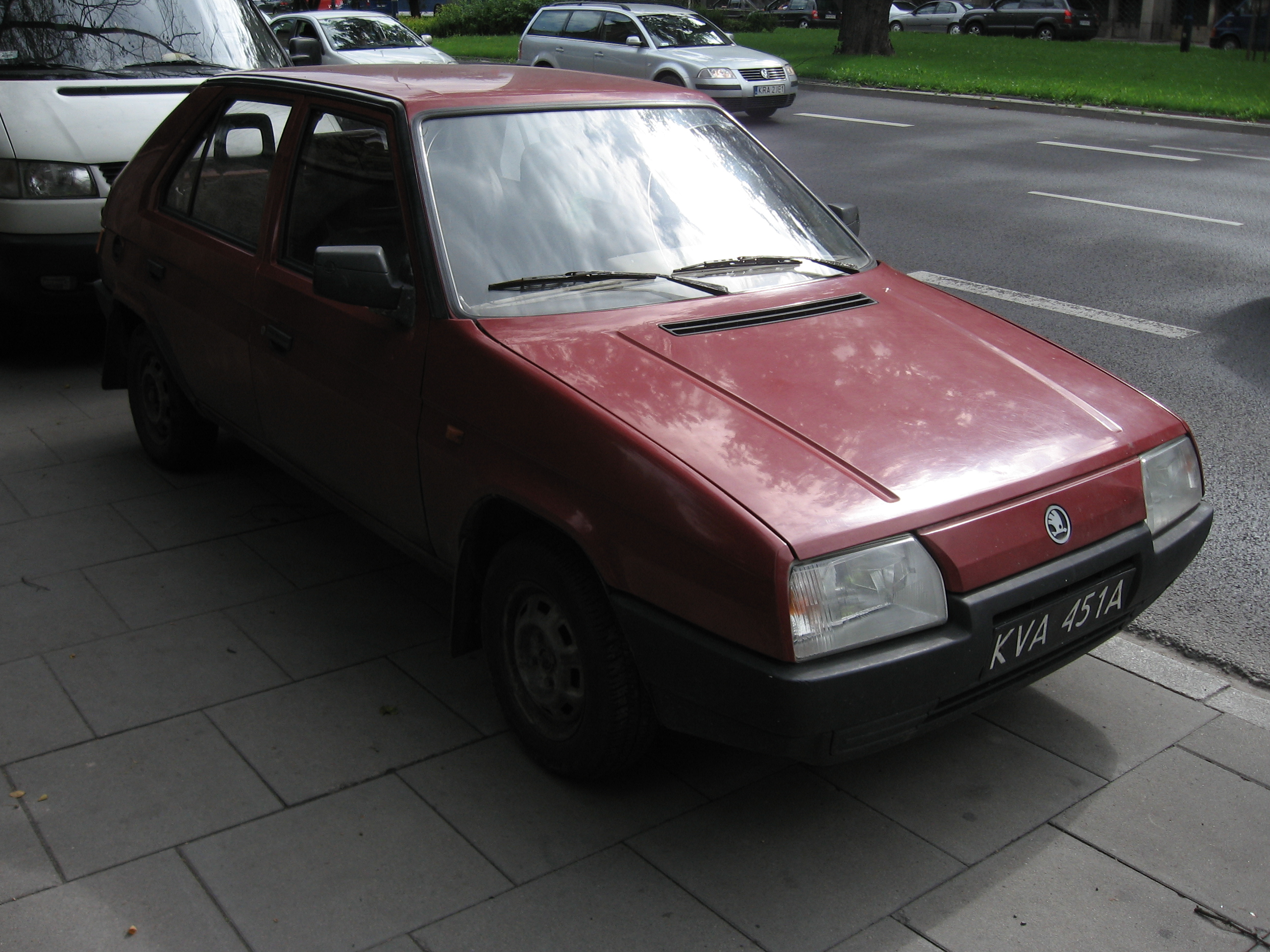
Škoda Favorit z lat 1991–1993

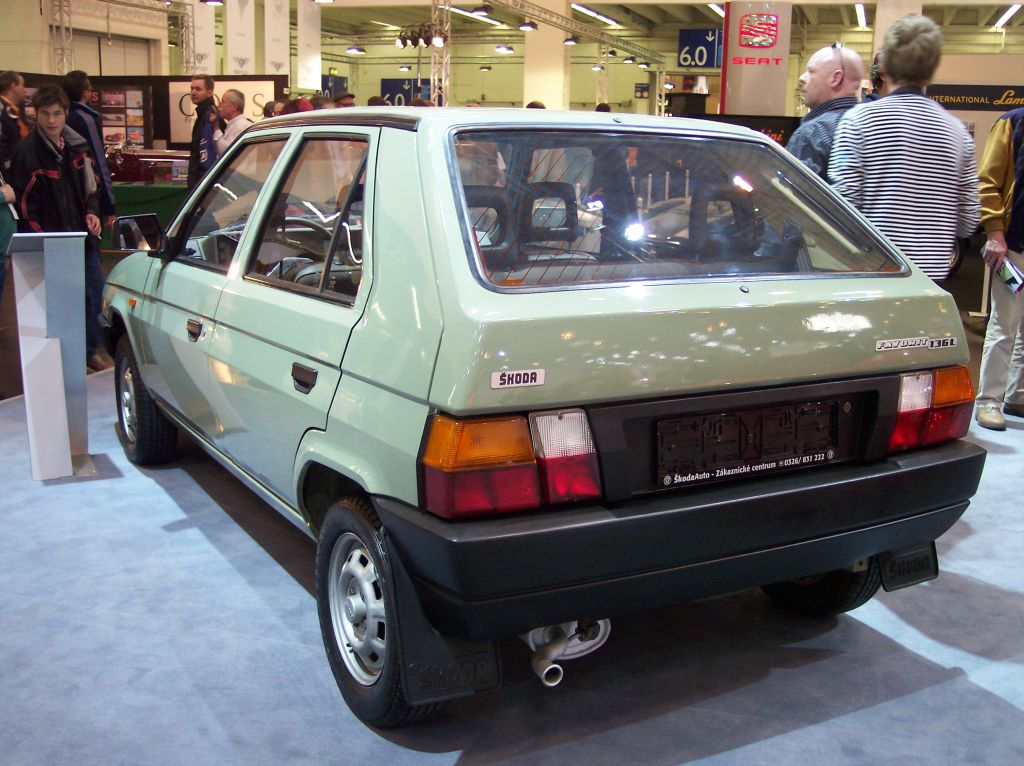
Škoda Favorit – tył pojazdu

Favorit (typ 781) była produkowana w latach 1988–1995, także montowana w Polsce. Prace badawczo-konstrukcyjne nad nowym samochodem osobowym, który zastąpiłby przestarzały model 120, rozpoczęto w Mladá Boleslav już w 1982 roku. W poszukiwaniu projektanta nadwozia, czeska firma nawiązała kontakty z kilkoma włoskimi stylistami. Ostatecznie karoserię samochodu zaprojektowało znane włoskie biuro projektowe Bertone. Umowę podpisano 1 czerwca 1983 roku, a pierwszy prototyp (typ 780) był gotowy już w sylwestra 1984 roku. Przez trzy lata prowadzono pracę nad podzespołami użytymi w pojeździe. 1 lipca 1987 roku ruszyła produkcja preserii. Premierowy pokaz nowego samochodu odbył się w roku 1987 na wrześniowych Targach Technicznych w Brnie. Seryjną produkcję rozpoczęto na wiosnę 1988 roku. W Škodzie Favorit zastosowano silniki o pojemności skokowej 1289 cm³ występujące w kilku wariantach. 16 kwietnia 1991 Škoda dołączyła do grupy Volkswagena - planowano już rozpoczęcie produkcji Felicii, dlatego produkcję modelu Favorit zrestrukturyzowano. Do sprzedaży wprowadzono model 135 Le/LSe – oprócz elektrycznie sterowanego gaźnika Pierburg Ecotronic, wyposażony był w katalizator, który rok później zaczęto także montować w wersji podstawowej z 57-konnym silnikiem. W roku 1991 model Favorit przeszedł także pierwszy face lifting (wprowadzono kosmetyczne zmiany, zmodernizowano atrapę chłodnicy). Zaprzestano montażu silnika 136, który, zmodernizowany, po roku trafił ponownie do produkcji. Škody do 1993 roku produkowano w dwóch wersjach wyposażenia L (lux) i LS (super lux).
Wyposażenie dodatkowe w wersji LS:
- obrotomierz,
- przednie światła przeciwmgielne,
- wygodniejsze fotele z pełnymi zagłówkami,
- instalacja radiowa,
- dzielona tylna kanapa,
- wycieraczka szyby tylnej ze spryskiwaczem,
- czujnik hamulca awaryjnego,
- elektroniczny zegarek.

W roku 1993 w wyniku współpracy z Volkswagenem w modelu Favorit zmodernizowano pierwotnie stosowane silniki. Wprowadzono jednopunktowy wtrysk paliwa firmy Bosch. Modele z tym silnikiem miały w nazwie wersji wyróżnik "i". Znów pojawił się silnik 136. Tych jednostek napędowych używano później w produkcji Škoda Felicii. Aut napędzanych tymi silnikami nie importowano oficjalnie do Polski. W tym roku Škodę Favorit poddano kolejnemu, ostatniemu już, face liftingowi (zmodernizowano m.in. tablicę przyrządów, i po raz kolejny atrapę chłodnicy, zmieniono kolor deski rozdzielczej, zegary, obicia tapicerskie drzwi, piasty kół). Zmieniono także dotychczasowe oznaczenia wersji wyposażenia L i LS na LX i GLX.
Na bazie modelu Favorit powstały dwie pokrewne wersje nadwoziowe: kombi o nazwie Forman i pick up – Škoda Pick-up.
W latach 1988–1995 wyprodukowano 783 167 egzemplarzy. W roku 1994 w miejsce modelu Favorit wprowadzono auto o podobnych parametrach – Škodę Felicię.

## Forman i Forman Plus

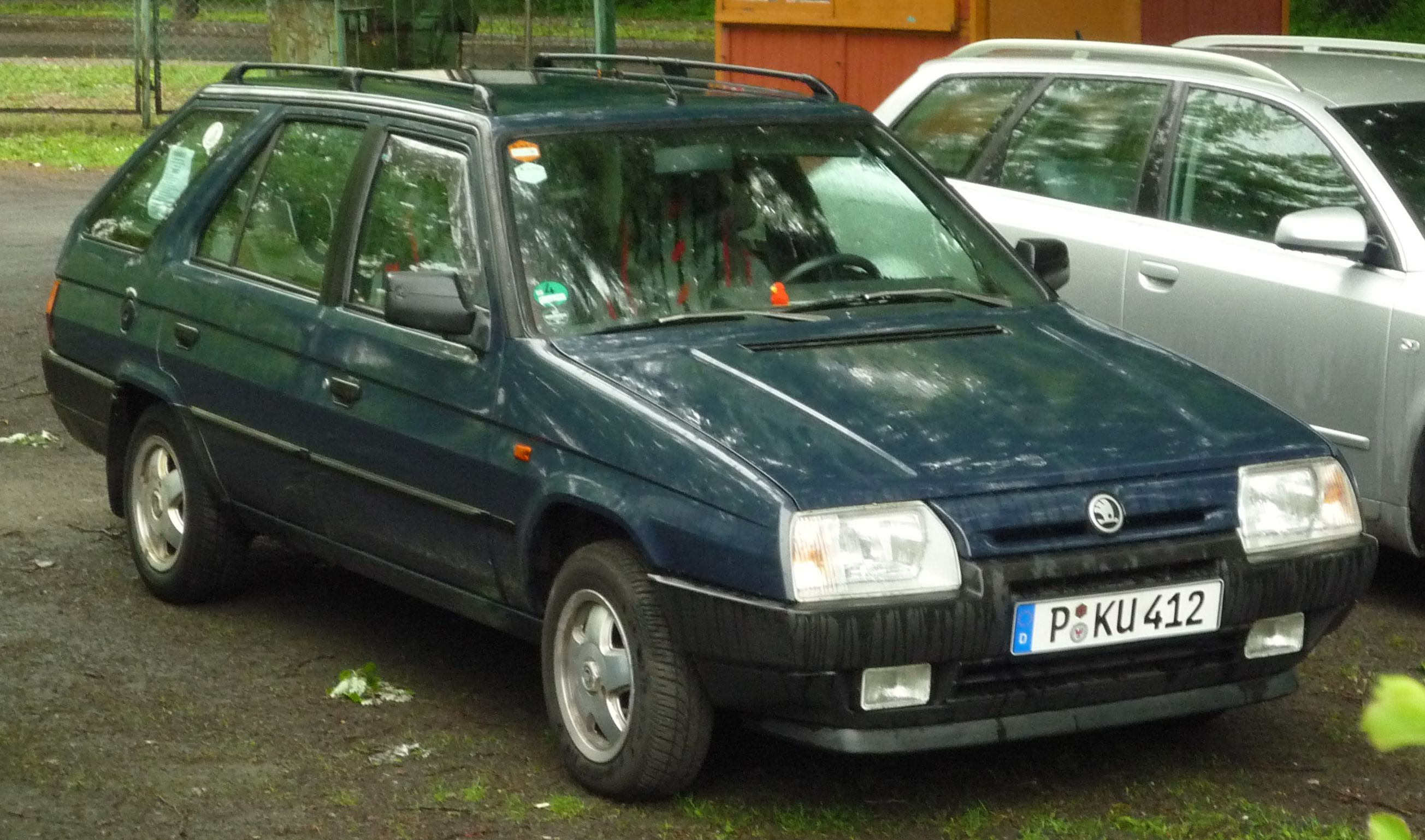
Škoda Forman (typ 785) GLXi z lat 1993–1995

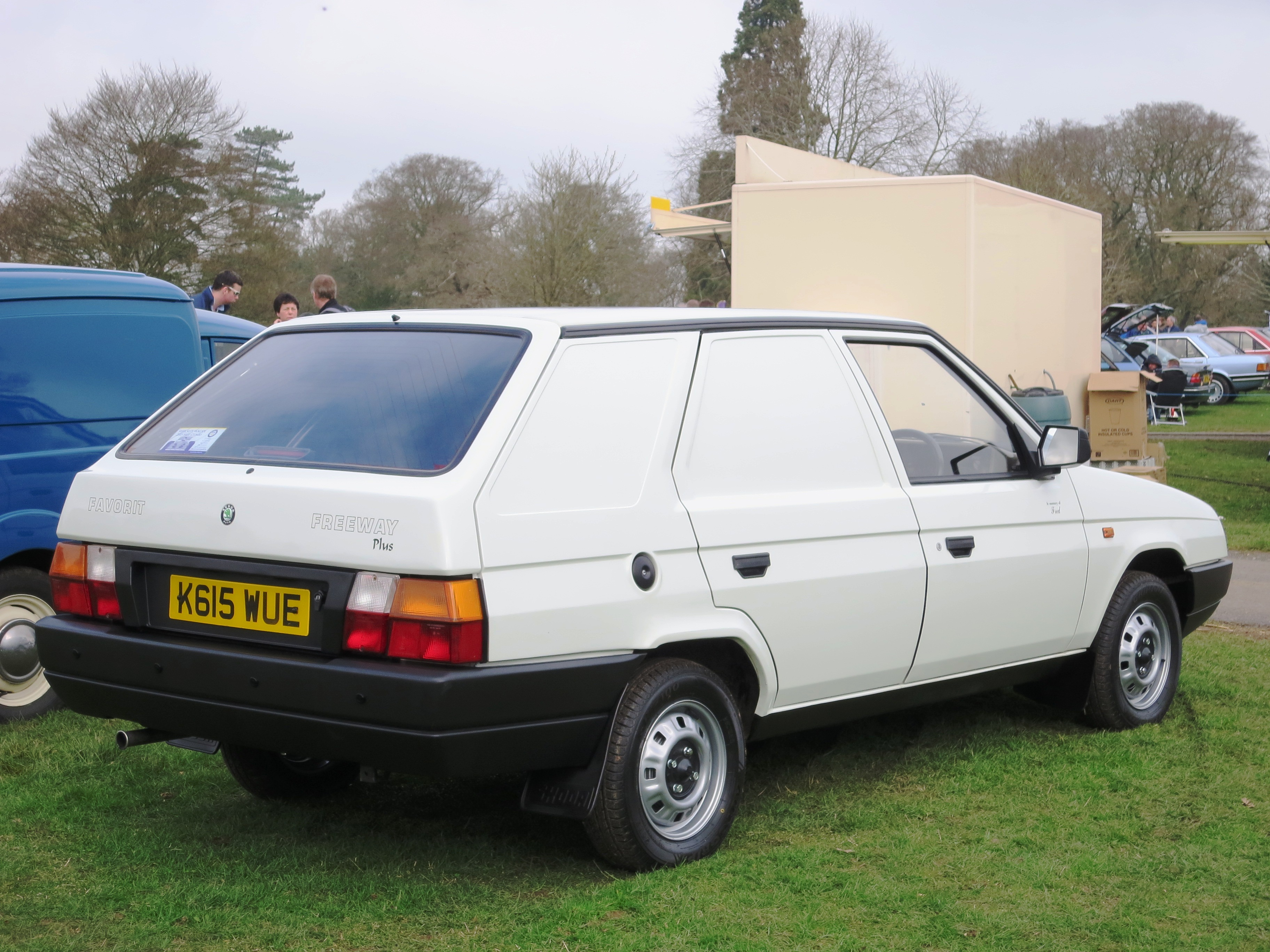
Škoda Forman Praktik

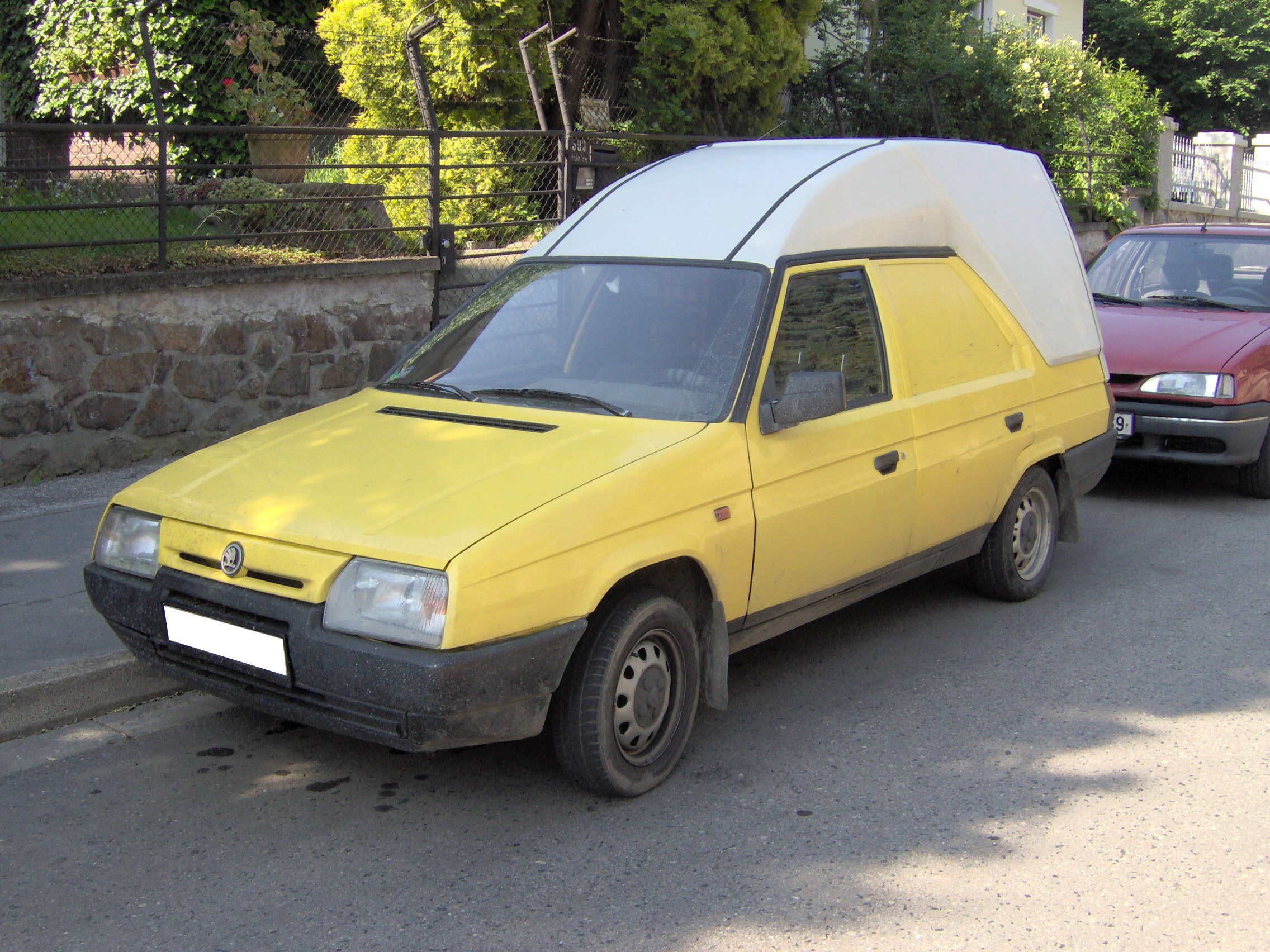
Škoda Forman Plus typ 786

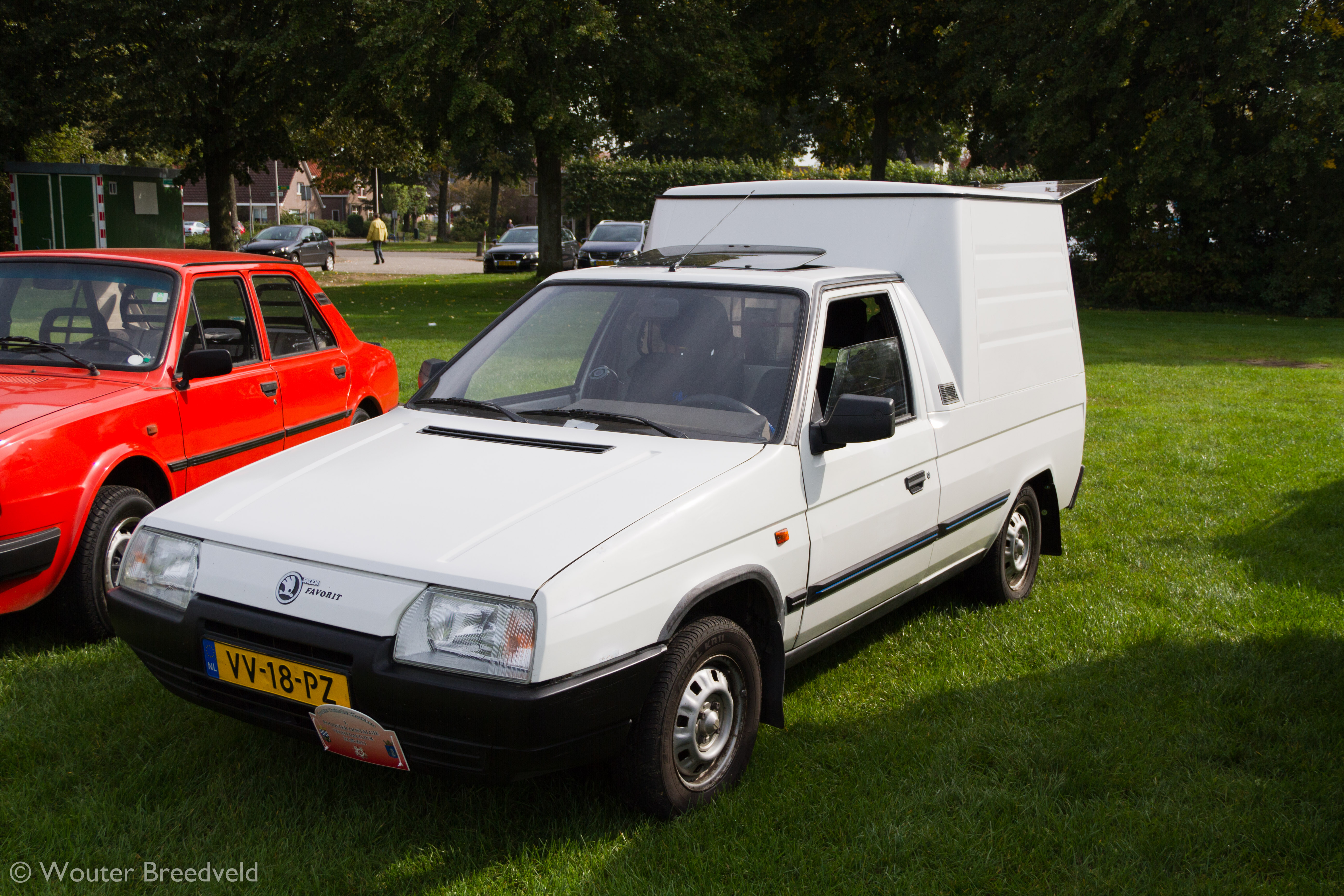
Škoda Pick-up typ 787

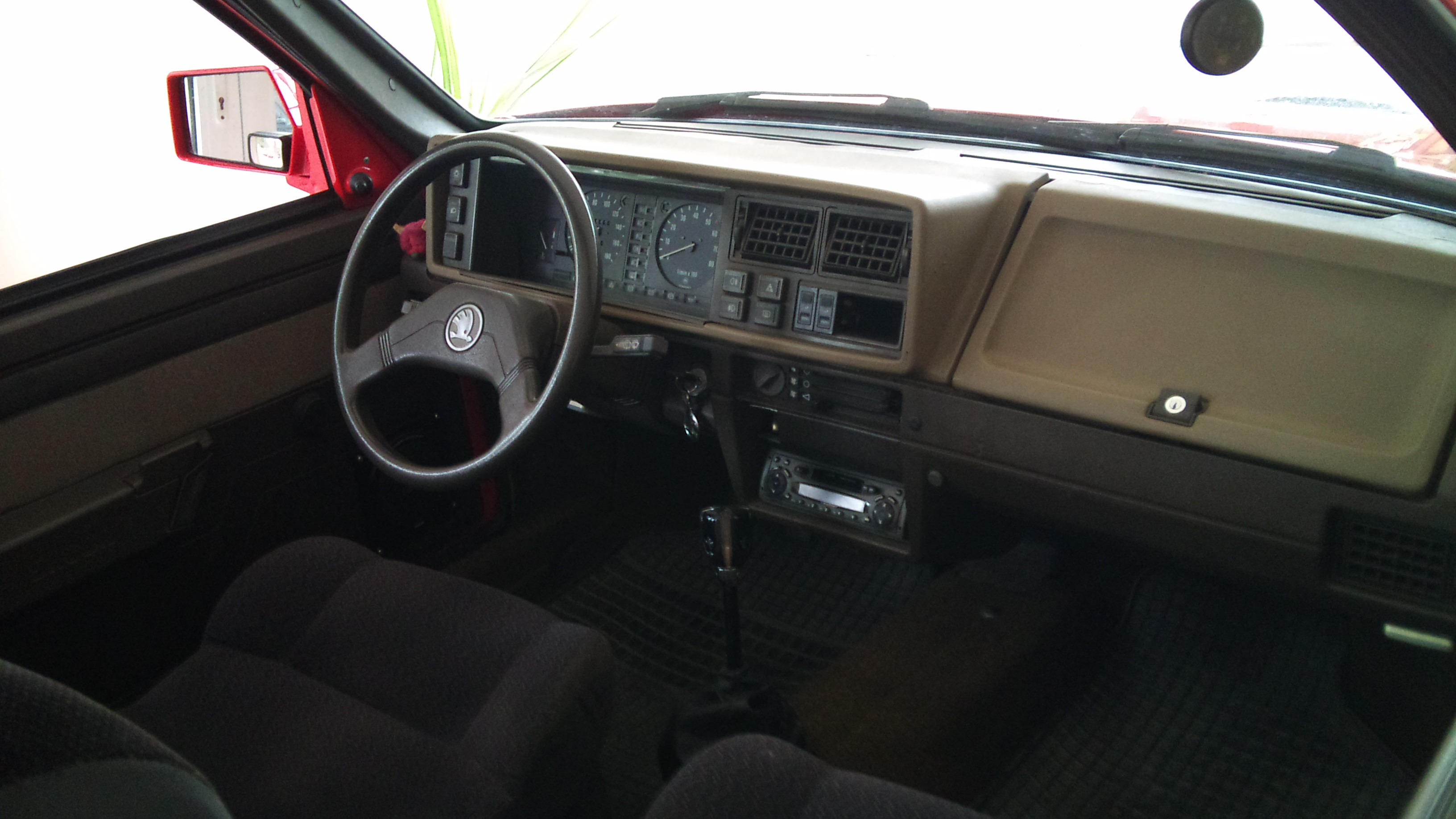
Deska rozdzielcza

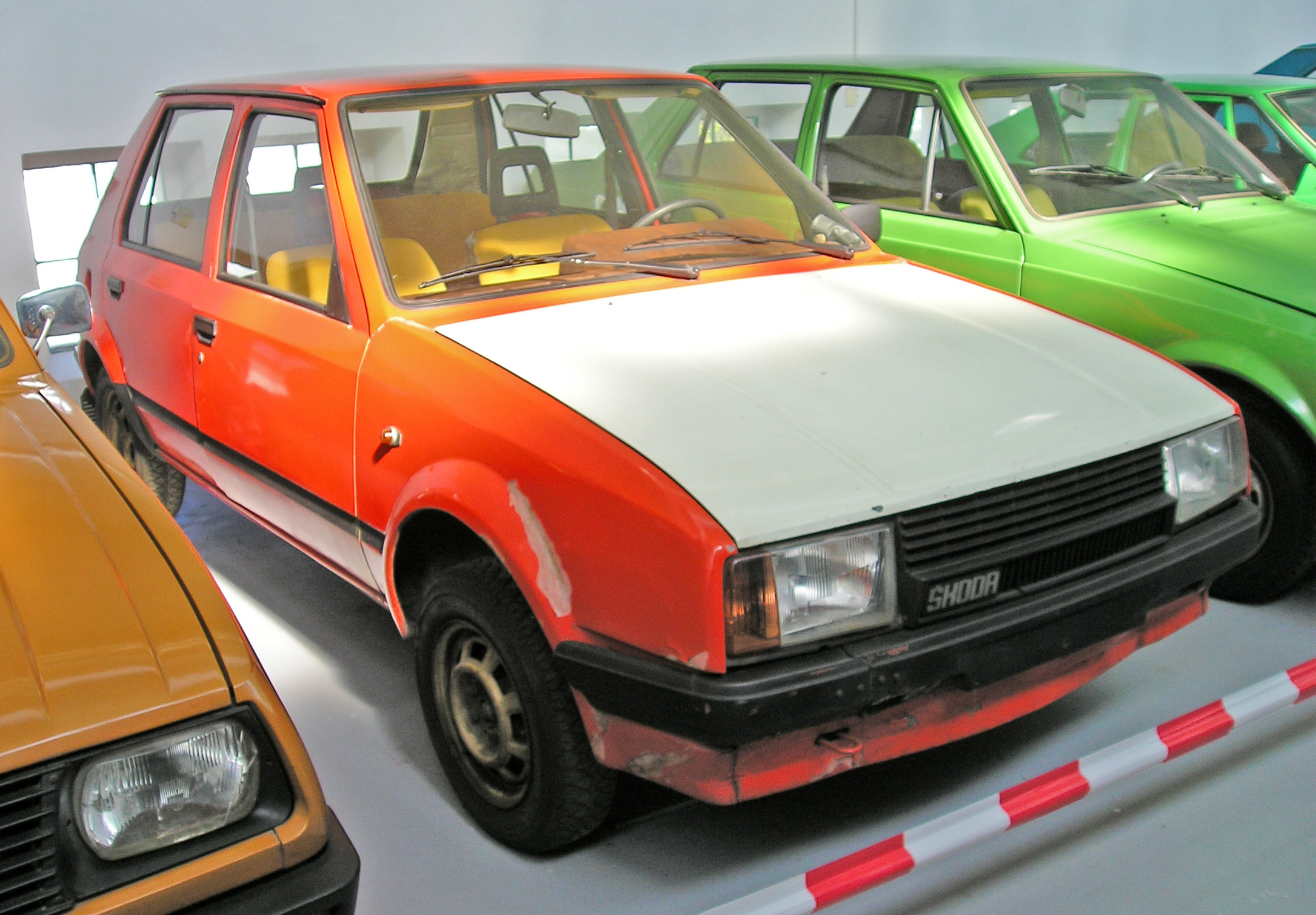
Škoda Favorit typ 780

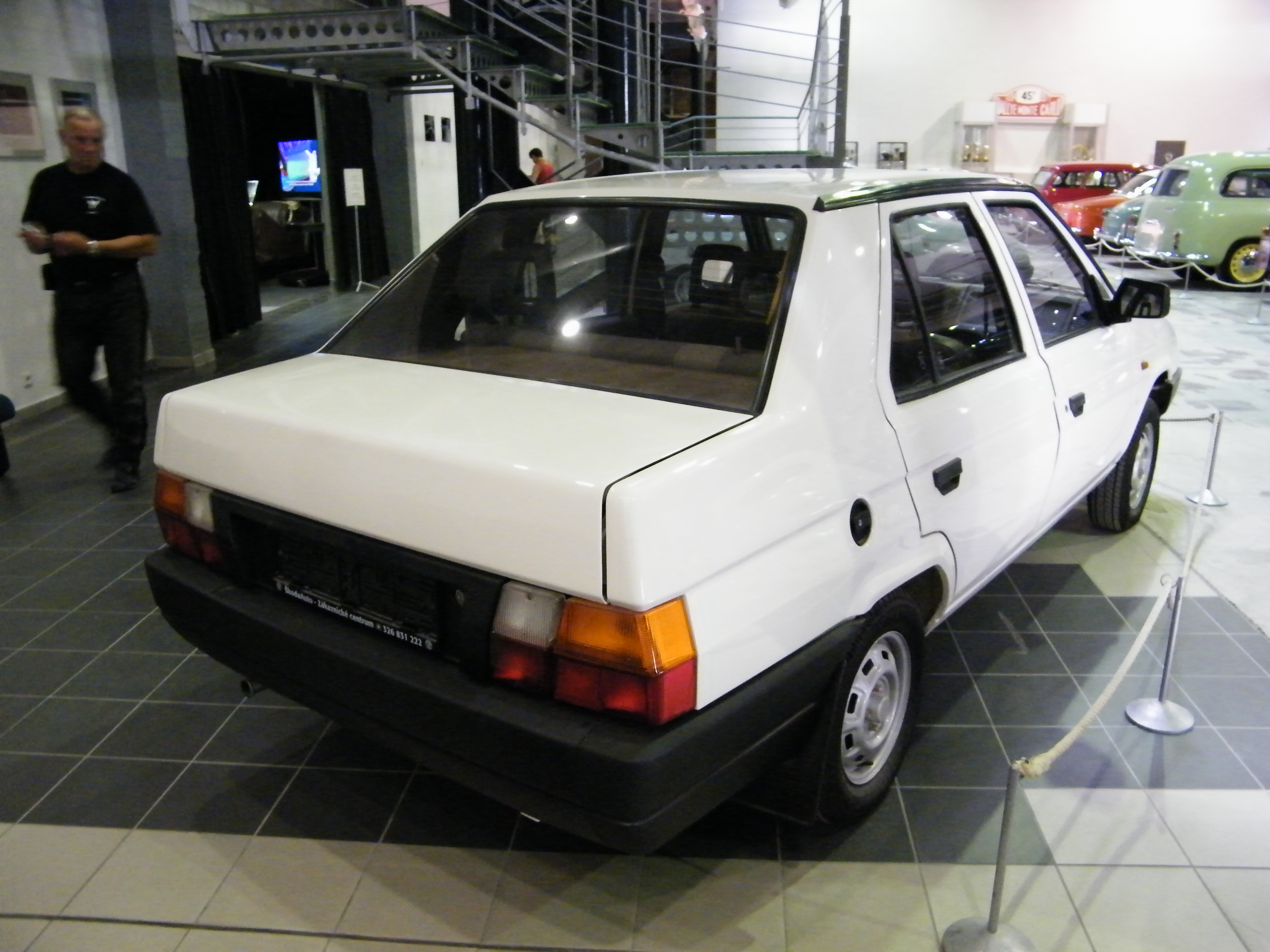
Škoda Favorit typ 782 sedan

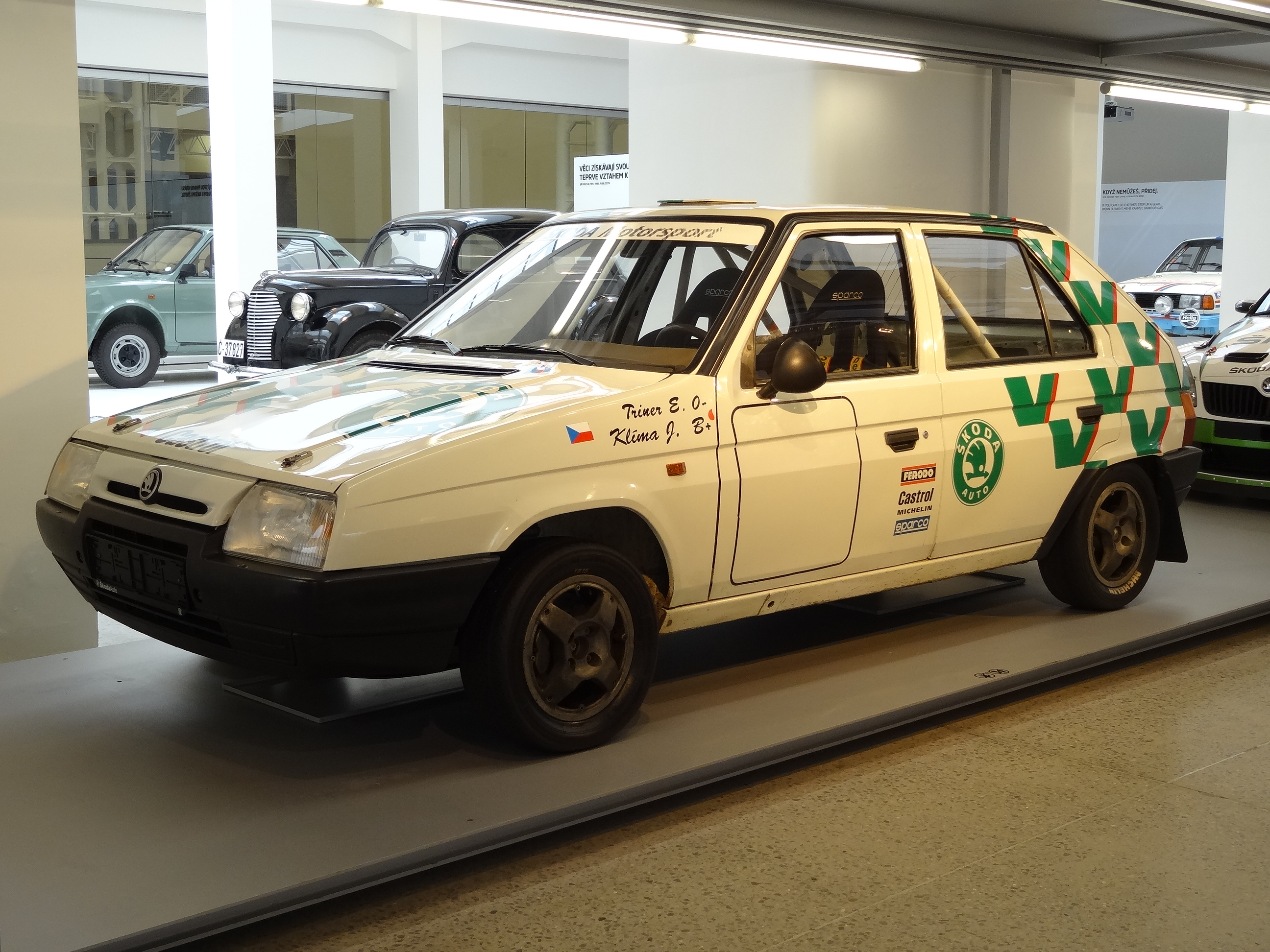
Škoda Favorit 136 L/A

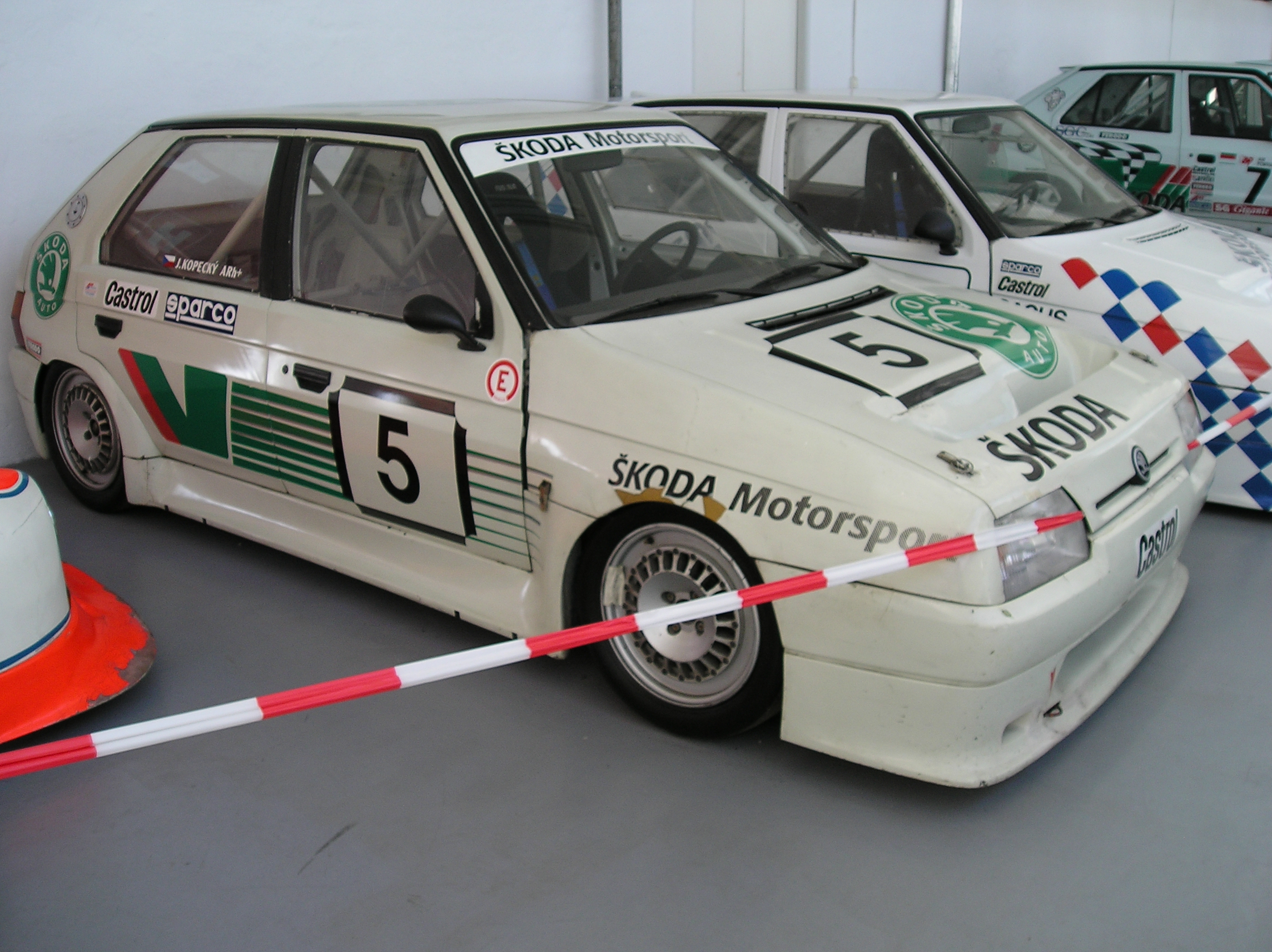
Škoda Favorit H

Škoda Forman (typ 785) była produkowana od 1990 roku z tymi samymi silnikami, co model Favorit. Także wersje wyposażenia przeniesiono z modelu podstawowego. Pojemność bagażnika Škody Forman wynosiła 400 litrów, a po złożeniu kanapy 1300 l.
Firma Škoda wyprodukowała także serię samochodów Forman w wersji Praktik. Były to auta dwuosobowe, pięciodrzwiowe, z blachą zamiast szyb wstawioną w tylnych drzwiach, nie miały one tylnej kanapy oraz charakteryzowały się uboższym wyposażeniem. Ta seria aut produkowana była głównie na potrzeby firm potrzebujących taniego, oszczędnego samochodu. Inną wersją nadwoziową był model Plus, który także miał zasłonięte szyby tylnych drzwi, a dodatkowo posiadał nadstawkę z tworzywa sztucznego nadającą samochodowi wygląd furgonetki.
W latach 1991 i 1993 Škoda Forman podobnie jak Favorit przeszła face lifting. Zmieniono wlot powietrza, klamki, kołpaki, kształt koła kierownicy, wygląd zestawu wskaźników, kształt zagłówków. Dodano także kilka nowych kolorów lakieru, we wnętrzu zastosowano materiały lepszej jakości.
Łącznie wyprodukowano 223 059 egzemplarze tego modelu.

## Dane techniczne
Podwozie
- Zawieszenie przednie: kolumny MacPhersona połączono obrotowo z wahaczami i nadwoziem
- Zawieszenie tylne: wahacze wleczone połączone belką skrętną oraz kolumnowe amortyzatory
- Hamulce przednie: tarczowe, lite
- Hamulce tylne: bębnowe

Nadwozie
- samonośne, dwubryłowe, pięciodrzwiowe, typu hatchback
- aerodynamika nadwozia: współczynnik Cx=0,36

Szczegółowe dane techniczne
|                                 | Š 135 L/LS/LX/GLX                                                  | Š 135 L/LS/LX/GLX                                                  | Š 135 LXi/GLXi                                                     | Š 135 Le/LSe                                                       | Š 136 L/LS                                                         | Š 136 LXi/GLXi                                                     | Š 136 LX/GLX                                                       |
| ------------------------------- | ------------------------------------------------------------------ | ------------------------------------------------------------------ | ------------------------------------------------------------------ | ------------------------------------------------------------------ | ------------------------------------------------------------------ | ------------------------------------------------------------------ | ------------------------------------------------------------------ |
| Silniki                         |                                                                    |                                                                    |                                                                    |                                                                    |                                                                    |                                                                    |                                                                    |
| Silnik                          | Š 781.135                                                          | Š 781.135                                                          | Š 781.135B                                                         | Š 781.135E                                                         | Š 781.136                                                          | Š 781.136B                                                         | Š 781.136X                                                         |
| Lata produkcji                  | 1988 - 92                                                          | 1992 - 93                                                          | 1993 - 95                                                          | 1991 - 92                                                          | 1988 - 91                                                          | 1993 - 95                                                          | 1993 - 95                                                          |
| Rodzaj silnika                  | czterosuwowy, górnozaworowy, benzynowy                             | czterosuwowy, górnozaworowy, benzynowy                             | czterosuwowy, górnozaworowy, benzynowy                             | czterosuwowy, górnozaworowy, benzynowy                             | czterosuwowy, górnozaworowy, benzynowy                             | czterosuwowy, górnozaworowy, benzynowy                             | czterosuwowy, górnozaworowy, benzynowy                             |
| Liczba i układ cylindrów        | 4 cylindry w układzie rzędowym, pionowym                           | 4 cylindry w układzie rzędowym, pionowym                           | 4 cylindry w układzie rzędowym, pionowym                           | 4 cylindry w układzie rzędowym, pionowym                           | 4 cylindry w układzie rzędowym, pionowym                           | 4 cylindry w układzie rzędowym, pionowym                           | 4 cylindry w układzie rzędowym, pionowym                           |
| Liczba zaworów                  | 8                                                                  | 8                                                                  | 8                                                                  | 8                                                                  | 8                                                                  | 8                                                                  | 8                                                                  |
| Pojemność                       | 1289 cm³                                                           | 1289 cm³                                                           | 1289 cm³                                                           | 1289 cm³                                                           | 1289 cm³                                                           | 1289 cm³                                                           | 1289 cm³                                                           |
| Średnica cylindra               | 75,5 mm                                                            | 75,5 mm                                                            | 75,5 mm                                                            | 75,5 mm                                                            | 75,5 mm                                                            | 75,5 mm                                                            | 75,5 mm                                                            |
| Skok tłoka                      | 72,0 mm                                                            | 72,0 mm                                                            | 72,0 mm                                                            | 72,0 mm                                                            | 72,0 mm                                                            | 72,0 mm                                                            | 72,0 mm                                                            |
| Stopień sprężania               | 8,8:1                                                              | 8,8:1                                                              | 8,8:1                                                              | 8,8:1                                                              | 9,7:1                                                              | 9,7:1                                                              | 9,7:1                                                              |
| Moc maksymalna                  | 58 KM (43 kW) przy 5000 obr/min                                    | 57 KM (42 KW) przy 5000 obr/min                                    | 54 KM (40 kW) przy 5000 obr/min                                    | 54 KM (40 kW) przy 5000 obr/min                                    | 63 KM (46 kW) przy 5000 obr/min                                    | 68 KM (50 kW) przy 5500 obr/min                                    | 68 KM (50 kW) przy 5000 obr/min                                    |
| Maks. moment obrotowy           | 94 Nm przy 3000 obr/min                                            | 94 Nm przy 3000 obr/min                                            | 94 Nm przy 3000 obr/min                                            | 90 Nm przy 3000 obr/min                                            | 100 Nm przy 3000 obr/min                                           | 100 Nm przy 3750 obr/min                                           | 105 Nm przy 3500 obr/min                                           |
| Sposób dostarczenia paliwa      | gaźnik Pierburg 2 E-3 od 1989 roku JIKOV 28-30 LEKR                | gaźnik JIKOV 28-30 LEKR                                            | jednopunktowy wtrysk Bosch Mono Motronic                           | gaźnik Pierburg 2 EE (Ekotronic)                                   | gaźnik Pierburg 2 E-3, od 1989 roku JIKOV 28-30 LEKR               | jednopunktowy wtrysk Bosch Mono Motronic                           | gaźnik JIKOV 28-30 LEKR                                            |
| Reaktor katalityczny            | brak                                                               | jest                                                               | jest                                                               | jest                                                               | brak                                                               | jest                                                               | brak                                                               |
| Paliwo                          | Pb lub etylina 91                                                  | Pb 91                                                              | Pb 91                                                              | Pb 91                                                              | Pb lub etylina 95                                                  | Pb 95                                                              | Pb lub etylina 95                                                  |
| Skrzynia biegów                 | 5-stopniowa (synchronizowana) + wsteczny                           | 5-stopniowa (synchronizowana) + wsteczny                           | 5-stopniowa (synchronizowana) + wsteczny                           | 5-stopniowa (synchronizowana) + wsteczny                           | 5-stopniowa (synchronizowana) + wsteczny                           | 5-stopniowa (synchronizowana) + wsteczny                           | 5-stopniowa (synchronizowana) + wsteczny                           |
| Sprzęgło                        | suche, jednotarczowe ze sprężyną centralną, sterowane mechanicznie | suche, jednotarczowe ze sprężyną centralną, sterowane mechanicznie | suche, jednotarczowe ze sprężyną centralną, sterowane mechanicznie | suche, jednotarczowe ze sprężyną centralną, sterowane mechanicznie | suche, jednotarczowe ze sprężyną centralną, sterowane mechanicznie | suche, jednotarczowe ze sprężyną centralną, sterowane mechanicznie | suche, jednotarczowe ze sprężyną centralną, sterowane mechanicznie |
| Osiągi                          |                                                                    |                                                                    |                                                                    |                                                                    |                                                                    |                                                                    |                                                                    |
| Czas 0-100 km/h                 | 15 s                                                               | 16 s                                                               | 17 s                                                               | 17 s                                                               | 14 s                                                               | 14 s                                                               | 13 s                                                               |
| Prędkość maksymalna             | 150 km/h                                                           | 140 km/h                                                           | 137 km/h                                                           | 137 km/h                                                           | 150 km/h                                                           | 150 km/h                                                           | 160 km/h                                                           |
| Zużycie paliwa przy 90 km/h     | 5,5 l/100 km                                                       | 5,7 l/100 km                                                       | 5,7 l/100 km                                                       | 5,7 l/100 km                                                       | 5,2 l/100 km                                                       | 5,4 l/100 km                                                       | 5,5 l/100 km                                                       |
| Zużycie paliwa przy 120 km/h    | 7,3 l/100 km                                                       | 7,9 l/100 km                                                       | 7,8 l/100 km                                                       | 7,8 l/100 km                                                       | 7,0 l/100 km                                                       | 7,4 l/100 km                                                       | 7,4 l/100 km                                                       |
| Zużycie paliwa w cyklu miejskim | 7,9 l/100 km                                                       | 8,3 l/100 km                                                       | 7,9 l/100 km                                                       | 7,9 l/100 km                                                       | 7,6 l/100 km                                                       | 7,9 l/100 km                                                       | 7,9 l/100 km                                                       |

## Wersje rozwojowe samochodów z serii Škoda Favorit
- typ 780 (pierwszy prototyp Škody Favorit z 1983 roku)
- typ 781 (pięciodrzwiowy hatchback – Škoda Favorit)
- typ 782 (wersja sedan)
- typ 783 (wersja coupé)
- typ 784 (trzydrzwiowe kombi z dużą przestrzenią ładunkową – Škoda Savana)
- typ 785 (pięciodrzwiowe kombi – Škoda Forman)
- typ 786 (Forman z zasłoniętymi szybami tylnych drzwi oraz z nadstawką z tworzywa sztucznego nadającą samochodowi wygląd furgonetki)
- typ 787 (wersja pick-up – Škoda Pick-up)
- typ 788 (sanitarka)[9]

## Wersje sportowe
Škoda Favorit 136 L/A (1989–1990)
Pierwszy sportowy pojazd na bazie modelu Favorit powstał w 1989 roku. Przystosowany był do zawodów rajdowych w grupie A. Montowano w nim nieco zmodernizowany standardowy rzędowy czterocylindrowy silnik o pojemności 1299 cm³ z rozrządem OHV o średnicy cylindra 75,8 mm i skoku tłoka 72,0 mm. W ten sposób uzyskiwano stopień kompresji 11,7:1. W pojeździe zastosowano gaźnik Pierburg. Maksymalna moc, jaką można było uzyskać, wynosiła 77 kW (105 KM) przy 6500 obr./min. Z kolei maksymalny moment obrotowy kształtował się na poziomie 117 Nm przy 4750 obr./min. Niezmieniony pozostał wynoszący 2450 mm rozstaw osi oraz pięciostopniowa skrzynia biegów. Masę własną zmniejszono do 830 kg. Wszystkie te zabiegi pozwoliły osiągnąć maksymalną prędkość 170 km/h i przyśpieszenie od 0 do 100 km/h w 10 s.
Škoda Favorit 136 L/A (1993)
W roku 1993 zaprezentowano kolejny model przeznaczony do rajdów w grupie A. W stosunku do swojego poprzednika, przeszedł niewielkie modernizacje. W znanym już silniku zastosowano tym razem podwójny gaźnik Pierburga. To zwiększyło jego moc do 88 kW (120 KM) przy 7000 obr./min. Stopień sprężania wzrósł do 12,5:1. Maksymalny moment obrotowy pozostał niezmieniony. Wprowadzono za to nową sześciostopniową skrzynię biegów. masa własna zmalała jeszcze do 750 kg. Dzięki temu maksymalna prędkość wynosiła dla tego modelu 210 km/h.
Škoda Favorit 136 L/A (1993)
Także w 1993 roku wprowadzono specjalną wersję przystosowaną do wyścigów samochodowych w grupie A. Silnik pochodził z modelu rajdowego, jednak pojedynczy gaźnik Pierburg pozwalał na osiągnięcie mocy maksymalnej 91 kW (124) przy 7000 obr./min. Skrzynia biegowa pozostała sześciostopniowa, nie zmieniono także rozstawu osi i masy pojazdu. Podobnie jak wersja rajdowa, także model wyścigowy osiągał prędkość maksymalną 210 km/h.
Škoda Favorit H (1991)
Już w 1991 roku stworzono specjalną wersję modelu do udziału w wyścigach torowych w grupie H. Zastosowano w niej pochodzący z Volkswagena rzędowy czterocylindrowy silnik z rozrządem OHC o pojemności 1596 cm³ (średnica cylindra 78,0 mm; skok tłoka 83,5 mm; stopień sprężania 11,8:1). Moc maksymalna tego silnika z dwoma podwójnymi gaźnikami Webera wynosiła 123 kW (167 KM) przy 6500 obr./min, a maksymalny moment obrotowy 176 Nm przy 5500 obr./min. Do przenoszenia napędu użyto sześciostopniowej skrzyni biegów. Rozstaw osi pozostał niezmieniony, natomiast masa własna spadła do 720 kg. To pozwalało rozpędzić auto do 100 km/h w 6 s oraz uzyskać maksymalną prędkość 240 km/h.
Škoda Favorit H (1992)
W roku 1992 wersja H doczekała się modernizacji. Moc silnika wzrosła do 129 kW (175 KM) przy 8000 obr./min, stopień kompresji wynosił teraz 12:1. Niezmienione pozostały gaźnik, skrzynia biegów i rozstaw osi. Prędkość maksymalna tego modelu spadła jednak do 210 km/h.